# Essone
Essone (in greco antico: Αἰξωνή?, Aixonḗ) era un demo dell'Attica situato sulla costa a sud di Atene tra i demi di Alimunte e di Ale Essonide (oggi tra Glifada e Voula), probabilmente nei pressi del promontorio di Colias; comprendeva anche la penisola di Prassonissi e a nord confinava col demo di Ale Essonide, mentre ad ovest era delimitato dall'Imetto. Le principali prove che attestano la collocazione del demo sono dei resti archeologici nei pressi della chiesa del paesino di Agios Nikolaos.

## Storia
Il nucleo del demo di Essone era popolato fino dai tempi più arcaici: nei pressi di Capo Punta si trova una necropoli micenea, mentre sulla strada diretta verso Atene sono state rinvenute tombe risalenti all'epoca delle decorazioni geometriche. Il demo dell'epoca classica doveva essere piuttosto esteso. Vi si trovavano un teatro (forse sull'Imetto, in prossimità di un tempio di Dioniso) e un edificio destinato ad accogliere le riunioni della popolazione locale. Lungo la costa si praticava la pesca, per la quale Essone era famosa: il prodotto più comune era la triglia.
Nel 403 a.C., durante la guerra civile tra i Trenta tiranni e i democratici di Trasibulo, l'ipparco Lisimaco, della cavalleria dei Trenta, fece sgozzare degli abitanti di questo demo (che erano andati nei campi a raccoglierne i prodotti), nonostante le loro suppliche e le rimostranze dei suoi stessi cavalieri.
Arpocrazione, nel Lessico dei dieci oratori, riporta il verbo αἰξωνεύομαι, cioè "essere calunnioso (come un abitante di Essone)", contenuto in un'orazione perduta di Iseo.